# Makaracetus
Makaracetus es un género extinto de ballena primitiva de la familia de los protocétidos, cuyos restos fueron hallados en 2004 en estratos del Luteciense de la Formación Domanda en las Montañas de Sulaimán de Baluchistán en Pakistán (30°06′N 69°48′E / 30.1, 69.8, paleocoordenadas 11°42′N 65°00′E / 11.7, 65.0).
Makaracetus es único entre los demás arqueocetos por sus adaptaciones alimenticias; poseía unos hipertrofiados músculos faciales, que podrían conformar una suerte de trompa o probóscide. El género fue denominado por esta característica, basándose en Makara, un animal de la mitología hindú, mitad mamífero (con frecuencia un elefante), mitad pez, añadido al término cetus, en latín "ballena". El nombre de la especie, bidens, significa en latín "dos dientes", en referencia a que solo retenía dos incisivos en cada premaxilar.  Los rasgos únicos de Makaracetus incluso llevaron a Gingerich et al., 2005 a proponer una nueva clasificación dentro de la familia Protocidae basándose en el grado de adaptación acuática; Makarcetus fue clasificado en una subfamilia monotípica, Makaracetinae.
Una combinación de características craneales indican que Makaracetus tenía una corta trompa muscular similar a la de un tapir. Poseía amplios surcos poco profundos nasales en la parte dorsal del premaxilar extendiéndose del vestíbulo nasal al extremo anterior del rostrum. Estos surcos iban paralelamente en el lado ventral por grandes fosas, extendiéndose desde el maxilar anterior maxilla y sobre el premaxilar. El rostro se orienta hacia abajo, cono en los dugones, y tiene un número reducido de incisivos. Los forámenes agrandados en frente de las órbitas indican que el rostro poseía un amplio suministro sanguíneo.
Ningún mamífero actual exhibe esta combinación de características. El nasal expandido está presente en los tapires, pero no son mamíferos acuáticos. La morfología del rostro de los sirenios es parecida, pero estos son herbívoros mientras que la dentición de Makaracetus claramente indica que era un carnívoro. La morfología craneal de las morsas es diferente, pero también son acuáticas y usan sus músculos faciales y bucales especializados para alimentarse de moluscos, cuyos fósiles son muy abundantes en la Formación Domanda, y probablemente son el mejor análogo ecológico entre los mamíferos vivos. Se deben recuperar más fósiles de Makaracetus para que este pueda ser descrito adecuadamente.